# Газовий балон
Балони для газів – металеві посудини, призначені для зберігання і транспортування стиснених, зріджених та розчинених газів під тиском вище атмосферного. Балони розрізняються по місткості, конструктивним особливостям, фарбуванню. Найпоширеніші балони місткістю 40 л (повний об'єм 50л). Кисневий балон фарбують у блакитний колір, ацетиленовий — у білий, балон для аргону — у сірий, для вуглекислого газу і повітря — у чорний, для водню — у темно-зелений, для інших горючих газів — у червоний колір. 
Їх виготовляють зазвичай із безшовних труб, матеріалом яких є вуглецева та легована сталь. Для зріджених газів – пропану і бутану допускається використання балонів зі зварними швами. Місткість балонів буває від 0,4 до 80 літрів. Балони для кисню – сталеві, циліндричні посудини, виготовлені також з вуглецевої та легованої сталі.
Час від часу в Україні стаються вибухи газових балонів
Газові балони можна розділити на чотири види залежно від стану речовини всередині балона. Речовина, яка в них міститься:
- в газоподібному стані при нормальній температурі і підвищеному тиску
- рідина при нормальній температурі і підвищеному тиску
- розчинений
- рідина при зниженій температурі і підвищеному тиску.

#### 1 група
У цих циліндрах газ все ще перебуває в газоподібному стані при нормальній температурі та підвищеному тиску, наприклад:
- повітря
- аргон
- гелій
- азот
- кисень .

#### 2 група
У цих балонах газ зріджений при нормальній температурі і підвищеному тиску, наприклад:
- бутан
- зріджений газ
- пропан
- вуглекислий газ (іноді входить до групи 4)
- закис азоту .

#### 3 група
У цих балонах газ розчиняється в інертному розчиннику при нормальній температурі та підвищеному тиску, наприклад:
- ацетилен .

Примітка: Ацетиленові балони містять інертний наповнювач, а ацетилен розчиняється в ацетоні або диметилформаміді . Ацетилен закачується в циліндр і розчиняється в сорбенті. Коли ацетиленовий балон відкривається, ацетилен повертається з розчину у вигляді великих бульбашок, як газ із відкритого шампанського.

#### 4 група
У цих балонах газ зріджується при зниженій температурі і підвищеному тиску. Такі циліндри є кріогенними, наприклад:
- рідкий азот
- рідкий кисень
- зріджений вуглекислий газ.

## Колірне маркування газових балонів[7]
| Газ                     | Фарба для балонів | Написи           | Колір напису | Колір смуги |
| Азот                    | Чорна             | Азот             | Жовтий       | Коричневий  |
| Аміак                   | Жовта             | Аміак            | Чорний       | Немає       |
| Аргон чистий            | Сіра              | Аргон чистий     | Зелений      | Зелений     |
| Ацетилен                | Біла              | Ацетилен         | Червоний     | Немає       |
| Нафтогаз                | Сіра              | Нафтогаз         | Червоний     | Немає       |
| Бутан                   | Червона           | Бутан            | Білий        | Немає       |
| Водень                  | Темно-зелена      | Водень           | Червоний     | Немає       |
| Повітря                 | Чорна             | Стиснене повітря | Білий        | Немає       |
| Гелій                   | Коричнева         | Гелій            | Білий        | Немає       |
| Кисень                  | Блакитна          | Кисень           | Чорний       | Немає       |
| Кисень медичний         | Блакитна          | Кисень медичний  | Немає        | Немає       |
|                         | Чорна             |                  | Жовтий       | Немає       |
| Фреон 11                | Алюмінієва        | Фреон 11         | Чорний       | Синій       |
| Фреон 12                | Алюмінієва        | Фреон 12         | Чорний       | Немає       |
| Фреон 13                | Алюмінієва        | Фреон 13         | Чорний       | 2 червоні   |
| Фреон 22                | Алюмінієва        | Фреон 22         | Чорний       | 2 жовті     |
| Всі інші пальні гази    | Червона           | Назва газу       | Білий        | Немає       |
| Всі інші не-пальні гази | Чорна             | Назва газу       | Жовтий       | Немає       |